# اورورو
اورورو (به اسپانیایی: Oruro) یک شهر در بولیوی است که در شهرستان اورورو واقع شده‌است.

## خصوصیات
اورورو ۱٬۶۳۳ کیلومترمربع مساحت و ۲۶۴٬۷۰۰ نفر جمعیت دارد و ۳٬۷۳۵ متر بالاتر از سطح دریا واقع شده‌است.